# کیم جو هی
کیم جو هی (انگلیسی: Kim Ju-hee؛ زادهٔ ۱۰ مارس ۱۹۸۵) بازیکن فوتبال اهل کره جنوبی است.
وی همچنین در تیم ملی فوتبال زنان کره جنوبی بازی کرده‌است.